# Кедровий
Ке́дровий (рос. Кедровый) — місто, центр Кедрового міського округу Томської області, Росія.

## Населення
Населення — 2451 особа (2010; 1185 у 2002).